# Bourse (metrostation)
Bourse is een station van de metro in Parijs langs metrolijn 3, in het 2e arrondissement.
Pont de Levallois - Bécon · 
Anatole France · 
Louise Michel · 
Porte de Champerret · 
Pereire · 
Wagram · 
Malesherbes · 
Villiers · 
Europe · 
Saint-Lazare · 
Havre - Caumartin · 
Opéra · 
Quatre-Septembre · 
Bourse · 
Sentier · 
Réaumur - Sébastopol · 
Arts et Métiers · 
Temple · 
République · 
Parmentier · 
Rue Saint-Maur · 
Père Lachaise · 
Gambetta · 
Porte de Bagnolet · 
Gallieni
- Library of Congress Control Number: n83013097
- Nationale Bibliotheek van Israël: 987007564455005171
- Virtual International Authority File: 127875213